# Ага-хан II
Ага́-ха́н II (перс. آقا علی شاه‎) или Ага́ Али́-ша́х (перс. آقا علی شاه‎; 1830, Мехеллат, Центральный остан — 17 августа 1885, Пуна, Британская Индия) — 47-й исмаилитский-низаритский имам.
Член иранской королевской семьи, стал имамом в 1881 году. Помог улучшить не только свою собственную общину, но и более широкую мусульманскую общину Индии. Был вторым низаритским имамом, носившим титул Ага-хан.

## Биография

### Ранняя жизнь и семья
Ага Али-шах родился в 1830 году в Мехеллате, Иран. Был старшим сыном Ага-хана I и единственным оставшимся в живых потомком своего отца по мужской линии от Сарв-и Джахан-ханум. Ага Али-шах был членом иранской королевской семьи, поскольку его мать была дочерью Фетх Али-шаха, второго шаха династии Каджаров. Его ранг принца королевской семьи был также признан Насер ад-Дином-шахом Каджаром, когда умер отец Ага Али-шаха. Кроме того, Насер ад-Дин послал Ага Али-шаху почётную мантию и эмблему персидской короны, усыпанную бриллиантами, в знак родства шаха с семьей Ага-хана.
Происходит от фатимидских халифов Египта. Свои ранние годы провёл в Мехеллате; однако попытки его отца вернуть себе прежнее положение губернатора Кермана затруднили проживание там, и поэтому Ага Али-шах был увезён в Ирак вместе со своей матерью в 1840 году. Там он изучал арабский, персидский и доктрину исмаилитов-низаритов и вскоре приобрёл репутацию авторитетного специалиста по персидской и арабской литературе, изучающего метафизику и представителя религиозной философии. В конце 1840–х годов изменившиеся политические обстоятельства позволили Ага Али-шаху вернуться в Персию, где тот взял на себя некоторые обязанности своего отца. В 1853 году Сарв-и Джахан-ханум и Ага Али-шах присоединились к Ага-хану I в Бомбее. Будучи очевидным наследником своего отца, Ага Али-шах часто посещал различные исмаилитские общины в Южной Азии, особенно в Синде и Катхиаваре.

### Имамат

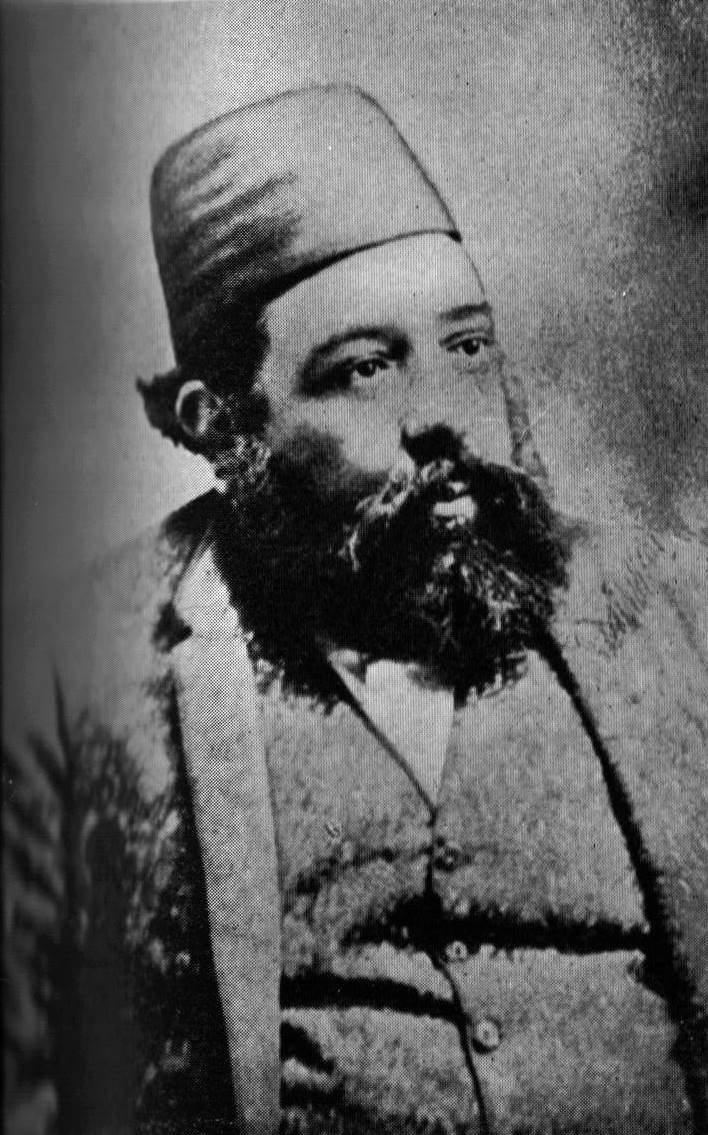
Имам Ага Али-шах в 1885 году или ранее

Ага Али-шах стал имамом после смерти своего отца в 1881 году, унаследовал также отцовский титул Ага-хана. Ага-хан II поддерживал тёплые связи с британцами, которые установил его отец, и был назначен в Законодательный совет Бомбея, когда сэр Джеймс Фергюссон был губернатором Бомбея. Это было заслуживающим внимания достижением, учитывая, что «назначение в Совет в те дни было редким отличием, которого удостаивались только люди с выдающимися способностями и высоким социальным положением».
Заботясь о благополучии своих последователей, Ага-хан II открыл для них ряд школ в Бомбее и других местах и оказывал финансовую помощь нуждающимся семьям. Хотя его имамат длился всего около четырёх лет, он смог расширить контакты со своими последователями, живущими за пределами азиатского субконтинента, особенно с теми, кто проживал в регионах верхней Амударьи, Бирмы и Восточной Африки. Ага-хан II получил большое признание за свою работу, поскольку «выполнял свои ответственные и обременительные обязанности так, что вызывал восхищение и одобрение общества».

### Тесные отношения с другими мусульманскими общинами
Имам Ага Али-шах пользовался большим уважением среди мусульманского населения Индии, что стало результатом улучшения условий его собственной общины, его политики и его социальной активности. Был избран президентом Национальной ассоциации мусульман, должность, которую занимал до своей смерти. В качестве президента также участвовал в продвижении и организации образовательных и филантропических учреждений, которые служили улучшению жизни членов большой общины мусульман в Индии.
Как и его отец до него, имам Ага Али-шах поддерживал тесные связи с суфийским орденом Ниматуллахи. Этим отношениям, без сомнения, способствовало общее наследие Алидов, которое разделяли Ага Али-шах и шаха Ниматуллаха, одноимённый основатель ордена, и Ага Али-шах вели свою родословную от шиитского имама Джафара ас-Садика и, следовательно, от Али. Похоже, что связь между Ниматуллахи и низаритскими имамами можно проследить по крайней мере ещё в XVIII веке до 40-го низаритского имама, шаха Низара, который имел тесные связи с орденом. До поездки в Индию у Ага Али-шаха сложились тесные отношения с лидером одной из ветвей Ниматуллахи Рахмат Али-шахом, который был гостем Ага-хана I в Мехеллате в 1833 году. После смерти Рахмата Али-шаха в 1861 году Ага Али-шах часто посылал деньги из Индии для чтения Корана на его могиле в Ширазе. Ага Али-шах также имел тесные связи с дядей Рахмата Али-шаха, а также с одним из преемников Рахмата Али-шаха, Мунавар Али-шахом. Ага Али-шах принял ряд важных гостей, принадлежащих к ордену Ниматуллахи, в том числе сына Рахмат Али-шаха Мухаммада Ма’сума Ширази, который посетил Индию в 1881 году и оставался с Ага Али-шахом в течение года. Другой выдающейся фигурой ордена Ниматуллахи, полученного Ага Али-шахом, был Сафи Али-шах, который впервые отправился в Индию в 1863 году по приглашению Ага Али-шаха.

## Браки и дети
Не так много известно о первых двух жёнах Ага Али-шаха, обе из которых умерли в Бомбее. От первого брака с Марьям Султаной у него было двое сыновей. Старший, Шихаб ад-Дин-шах (также известный как Ага Халилуллах), родился примерно в 1851—2 годах и написал несколько трактатов на персидском языке о мусульманской этике и духовности исмаилитов. Умер в декабре 1884 года от боли в груди, когда ему было ещё немного за тридцать, и был похоронен в эн-Наджафе. Второй сын, Нур ад-Дин-шах, который был полнородным братом Шихаб ад-Дин-шаха, погиб примерно в 1884-5 годах в результате несчастного случая при верховой езде в Пуне, будучи ещё в юности. Говорили, что, потеряв двух своих сыновей, Ага Али-шах умер от разбитого сердца. После смерти своей первой жены Ага Али-шах женился во второй раз, но также потерял свою вторую жену.
В 1867 году Ага Али-шах взял в качестве своей третьей жены Шамс уль-Мулюк, дочь Хуршид Кула-ханум (одна из дочерей Фетх Али-шаха от Тадж ад-Даулы) и Мирзы Али Мухаммада Низама ад-Даулы (дворянина с большим влиянием при персидском дворе), внук Мухаммада Хусейна-хана Испахани, премьер-министра Ирана шаха Фатех Али Каджара. Шамс уль-Мулюк также была племянницей Мохаммеда Али-шаха из династии Каджаров. Она была описана как «хорошо сложенная женщина с мягкой привлекательной внешностью и сияющими тёмными глазами, скрытыми за её яшмаком» и женщина, которая «проявила себя как самая замечательная леди с редкими достижениями и большой организующей силой, и была хорошо известна во всем мусульманском мире». От брака с Шамс уль-Мулюк, которая стала известна как леди Али-шах, у Ага-хана II было трое сыновей, двое из которых умерли в младенчестве. Его единственным оставшимся в живых сыном и преемником был султан Мухаммад-шах.

## Спорт и хобби
Отец Ага Али-шаха положил начало семейной традиции скачек и разведения лошадей в Бомбее. Первый Ага-хан владел одними из лучших арабских лошадей в мире, которые были унаследованы Ага Али-шахом. Султан Мухаммад-шах позже отметил, что когда его отец умер, «он оставил большое и внушительное спортивное заведение в бытии — ястребов, гончих и от восьмидесяти до девяноста скаковых лошадей».
Ага Али-шах был не только искусным наездником, но и заядлым спортсменом и охотником и особенно прославился своей охотой на тигров в Индии. Было известно, что он преследовал тигров пешком и сделал такой смертоносный выстрел, что таким образом убил по меньшей мере сорок тигров.

## Смерть и наследие
В один из дней охоты на водоплавающую птицу близ Пуны в 1885 году Ага Али-шах заболел пневмонией. Описывая этот инцидент, его сын Султан Мухаммад-шах позже написал:
Несколько часов шёл сильный дождь, земля под ногами была тяжёлой и мокрой, и мой отец промок до нитки. Он подхватил сильную простуду, которая быстро и смертельно переросла в пневмонию
Умер восемь дней спустя, после четырёхлетнего имамата, и был похоронен в семейном мавзолее в эн-Наджафе на западном берегу Евфрата, недалеко от эль-Куфы и гробницы имама Али, одной из самых священных места в мире для мусульман-шиитов. Мавзолей также является местом упокоения деда Ага Али-шаха, шаха Халилуллаха, который был сорок пятым имамом исмаилитов-низаритов, и для которого мавзолей был впервые построен.
Безвременная потеря его отца, Ага Али-шаха, так скоро после потери его брата, Шихаб ад-Дин-шаха, должно быть, была душераздирающей для молодого султана Мухаммад-шаха, которому в то время было всего семь с половиной лет. Это печальное событие также вызвало много скорби в мусульманской общине. Ага Али-шаха с любовью вспоминали за работу, которую он проделал для улучшения общества, а также как бесстрашного наездника и охотника и легенду при его жизни. Ему наследовал его сын султан Мухаммад-шах, который стал Ага-ханом III.